# Tie Break Tens
Tie Break Tens ist ein relativ neues Tennisformat, bei dem nur Tie-Break-Matches gespielt werden. Es gibt keine Spiele oder Sätze, sondern nur ein Tie-Break bis zehn. Es gewinnt, wer als erster 10 Punkte erreicht und mit zwei Punkten Vorsprung führt. Die meisten traditionellen Tennisregeln sind unverändert. Es entspricht dem Match-Tie-Break. Das erste Tie-Break-Tens-Turnier fand am 5. Dezember 2015 in der Royal Albert Hall statt. Es wurde von Kyle Edmund gewonnen, der Andy Murray im Finale besiegte. Seitdem wurden Turniere in Wien, Madrid, Melbourne, New York, Indian Wells und Dubai ausgetragen, bei denen die acht jeweils besten Tennisprofis beziehungsweise Doppel- und Mixed-Paarungen um den Hauptpreis kämpften. Pro Turnier wird eine Wildcard vergeben. Der Gewinner beziehungsweise das siegreiche Team erhält nach dem Prinzip „The-Winner-Takes-It-All“ (der Sieger bekommt alles) ein Preisgeld von 250.000 US-Dollar. Teilweise haben die Sieger davon 50.000 US-Dollar zusätzlich an den Charity-Fonds gespendet. Die Bezeichnung „Tens“ ist eine Pluralform von „Ten“ (englisch zehn) und bezieht sich auf die zehn-Punkte-Tie-Break-Matches.

## Regeln

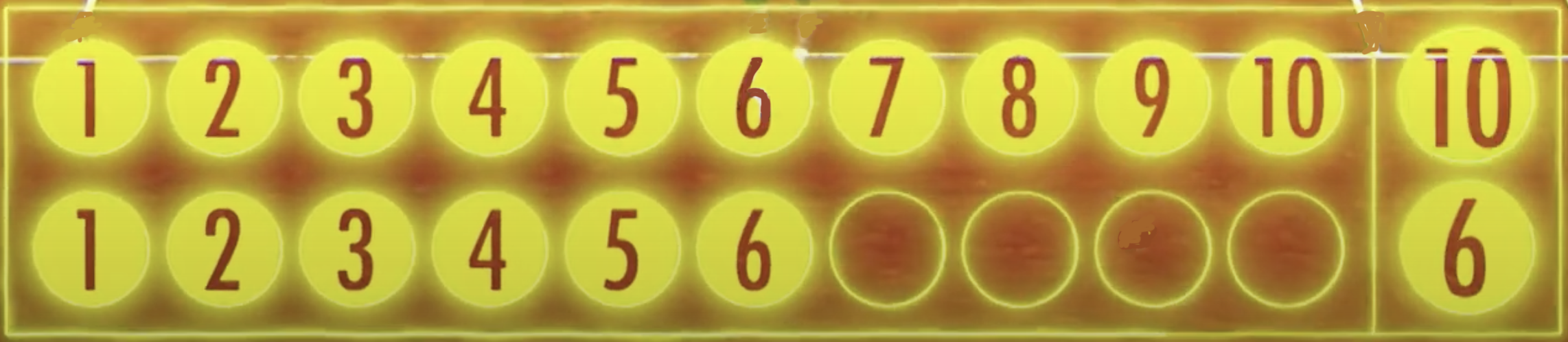
Anzeige des Punktestands beim Tie Break Tens

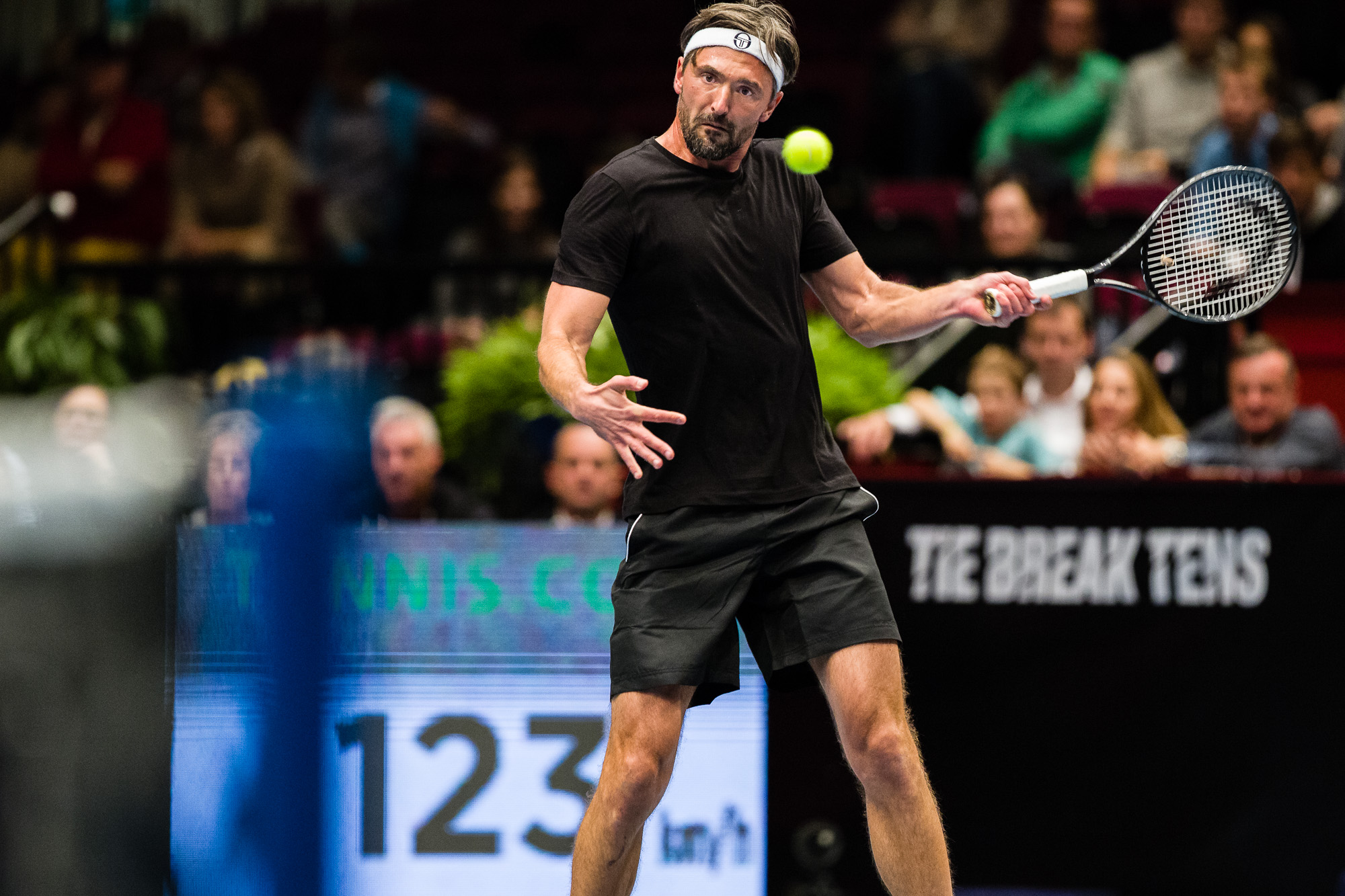
Goran Ivanišević bei den Tie Break Tens, als Randturnier bei den Erste Bank Open ATP World Tour 500 in Wien am 23. Oktober 2016

Tie Break Tens wird nach den üblichen Tie-Break-Regeln gespielt. Spieler gewinnen, wenn sie 10 Punkte mit einem Vorsprung von zwei Punkten erreichen. Der erste Aufschläger wird entweder durch das „Schere, Stein, Papier“-Spiel („Fli Fla Flu“) oder durch Münzwurf bestimmt, ebenso die Seite des Spielfelds. Der Spieler, der gewinnt, schlägt zuerst auf. Der andere Spieler schlägt anschließend zweimal auf, und für den Rest des Spiels wechseln sich die Spieler alle zwei Punkte ab. Nach jeweils sechs Punkten erfolgt ein Seitenwechsel. Die Spieler können eine einzige Entscheidungen durch das Hawk-Eye überprüfen lassen. Das Turnier erfolgt in einem Achterfeld nach dem K.-o.-System mit einem Viertelfinale, Halbfinale und Finale. Das jeweilige Match dauert nur etwa zehn bis fünfzehn Minuten, wodurch das gesamte Tie-Break-Tens-Turnier an einem Abend durchgeführt werden kann.

## Charity
Alle Erlöse aus den Ticketverkäufen und der Veranstaltung in Indian Wells werden an die Champions Volunteer Foundation gespendet – die offizielle gemeinnützige Organisation der BNP Paribas Open, die lokale Wohltätigkeitsorganisationen im gesamten Coachella Valley unterstützt.

## Historie
Bei den ersten zwei Tie-Break-Tens-Turnieren in London und Wien wurde die erste Runde noch in Gruppen gespielt. Danach stellten die Turnierorganisatoren jedoch auf ein direktes K.-o.-System um, beginnend mit einer Viertelfinalrunde. Bis dato gab es nur ein Tie-Break-Tens-Turnier, bei dem es sowohl einen Herren- als auch einen Damen Wettbewerb gab, das TBT in Madrid 2017. In der Regel findet das Turnier entweder als reines Herren-, Damen- oder Mixedturnier statt.

## Bisherige Sieger

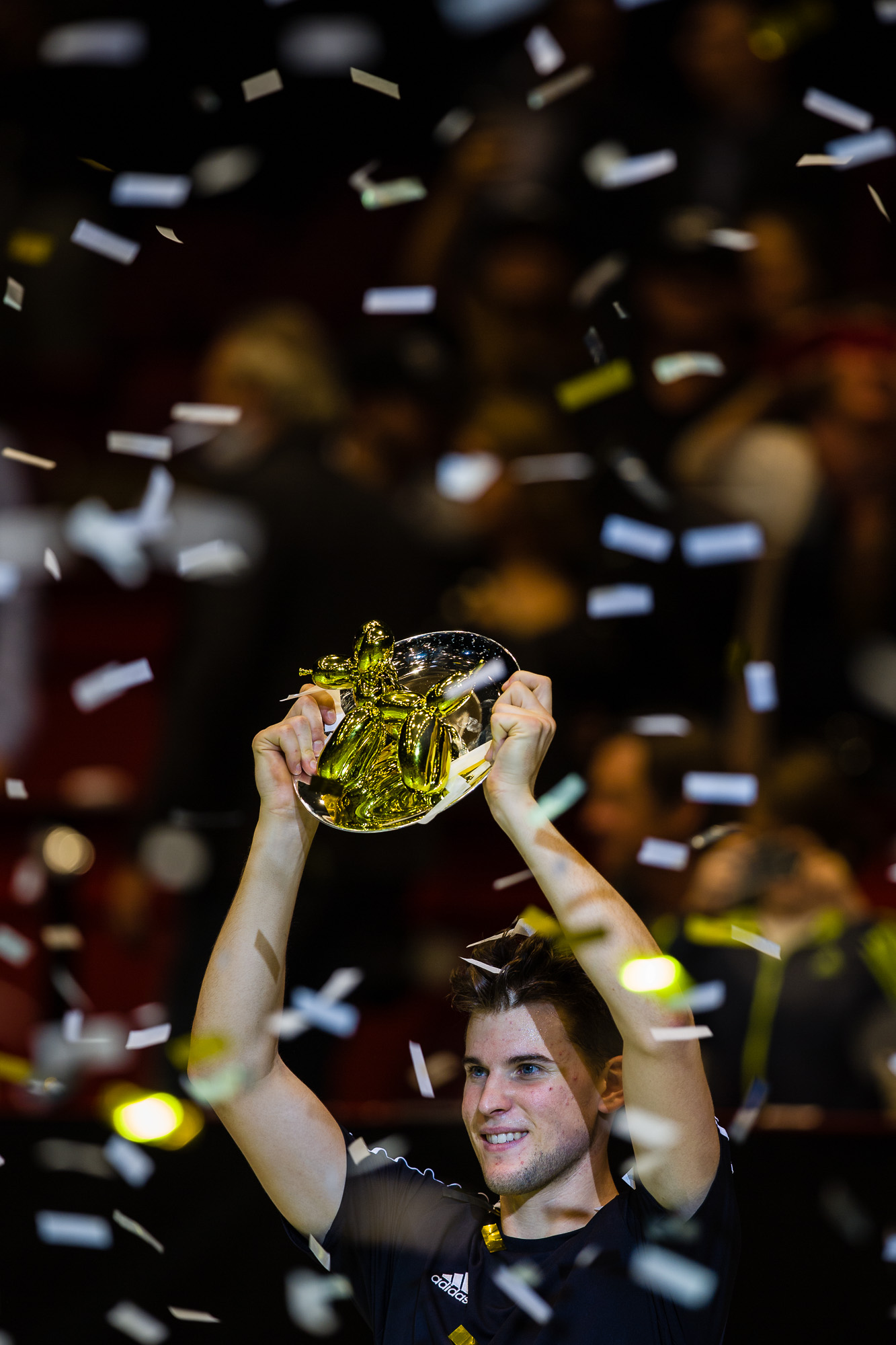
Dominic Thiem bei der Siegerehrung der Tie Break Tens in Wien, 2016

Teilweise wurden die Turniere als Herreneinzel, Dameneinzel oder im Mixed durchgeführt.
| Jahr | Veranstaltung | Sieger                       | Finalist                        |
| ---- | ------------- | ---------------------------- | ------------------------------- |
| 2015 | London        | Kyle Edmund                  | Andy Murray                     |
| 2016 | Wien          | Dominic Thiem                | Andy Murray                     |
| 2017 | Madrid        | Simona Halep                 | Swetlana Kusnezowa              |
| 2017 | Madrid        | Grigor Dimitrow              | Feliciano López                 |
| 2018 | Melbourne     | Tomáš Berdych                | Rafael Nadal                    |
| 2018 | New York      | Elina Switolina              | Zhang Shuai                     |
| 2019 | Indian Wells  | Milos Raonic                 | Stan Wawrinka                   |
| 2021 | Dubai         | Zizou Bergs                  | Taylor Fritz                    |
| 2022 | Indian Wells  | Amanda Anisimova             | Maria Sakkari                   |
| 2023 | Indian Wells  | Aryna Sabalenka Taylor Fritz | Iga Świątek Hubert Hurkacz      |
| 2024 | Indian Wells  | Emma Navarro Ben Shelton     | Paula Badosa Stefanos Tsitsipas |